# Lovage
Lovage (ang. lubczyk) - supergrupa powstała z inicjatywy Dana the Automatora (pseudonim używany dla tego projektu oraz dla Handsome Boy Modeling School to oficjalnie Nathaniel Merriweather), za którym stoją też takie osoby jak: Mike Patton, Jennifer Charles (wokalistka Elysian Fields) i Kid Koala. Muzyka Lovage to eksperymentalny trip-hop z elementami acid jazzu inspirowany dokonaniami Serge Gainsbourga (również okładka jedynej, jak do tej pory płyty nawiązuje do okładki Disque N°2 z 1959).

## Życiorys
Przy nagrywaniu debiutanckiego albumu gościnny udział wzięli Damon Albarn, pod pseudonimem Sir Damien Thorn VII, (wokalista Blur, Gorillaz, The Good, the Bad and the Queen), Prince Paul, pod pseudonimem Chest Rockwell, (właściwie Paul Huston, DJ i producent hip-hopowy, odpowiedzialny m.in. za takie projekty jak Stetsasonic, Handsome Boy Modeling School, Gravediggaz, De La Soul, Kool Keith), Maseo (właściwie Vincent Mason, DJ i producent muzyczny, członek De La Soul) i Afrika Bambaataa (właściwie Kevin Donovan, wokalista i DJ, członek m.in. Time Zone i Native Tongues).

Kwartet ma na koncie jedną płytę: Music to Make Love to Your Old Lady By, nie jest to jednak projekt jednorazowy (muzycy kilkukrotnie zapowiadali nagranie nowego albumu).

## Dyskografia
- Music to Make Love to Your Old Lady By (2001) [pełna nazwa albumu: Nathaniel Merriweather presents… Lovage: Music to Make Love to Your Old Lady By]
- Music to Make Love to Your Old Lady By: Instrumental Version (2001)